# Анискин, Владимир Ильич
Владимир Ильич Анискин (06.11.1934 — 28.02.2008) — советский и российский учёный в области механизации производства зерна, академик ВАСХНИЛ (1991).

## Биография
Родился в с. Никольское Химкинского района Московской области.
Окончил Московский институт механизации и электрификации сельского хозяйства (1957).
С 1957 г. на инженерной и научной работе во ВНИИ механизации сельского хозяйства: инженер, аспирант (1960—1963), ведущий инженер (1965—1968), старший научный сотрудник (1965—1968), учёный секретарь (1968—1987), заведующий отделом, заместитель директора (1987—1999), директор (1999—2004).
Специалист в области механизации сельскохозяйственного производства, механизации послеуборочной обработки и хранения зерна, подготовки высококачественных семян.
Доктор технических наук (1986), профессор (1987), академик ВАСХНИЛ (1991) и РАСХН (1991). Академик Украинской академии аграрных наук (2003).
Разработчик зерновых сушилок, зернохранилищ, машин для послеуборочной доработки зерна.
Получил 38 авторских свидетельств и 23 патента на изобретения.
Публикации:
- Машины для послеуборочной поточной обработки семян: теория и расчет машин, технология и автоматизация процессов / соавт.: З. Л. Тиц, Г. А. Баснакьян. — М.: Машиностроение, 1967. — 447 с.
- Механизация послеуборочной обработки семян при выведении и размножении новых сортов сельскохозяйственных культур / ВНИИТЭИСХ. — М., 1970. — 104 с.
- Теория и технология сушки и временной консервации зерна активным вентилированием / соавт. В. А. Рыбарук; ВИМ. — М.: Колос, 1972. — 200 с.
- Индустриальная технология производства кукурузы / соавт.: А. И. Жолобов и др. — М.: Россельхозиздат, 1983. — 317 с. — То же. — 2-е изд. с изм. — Киев: Урожай, 1985. — 277 с.
- Машины для селекционной работы в полеводстве / соавт.: Ю. А. Космовский и др.; ВИМ. — М., 2001. — 202 с.
- Технологические основы оценки работы зерносушильных установок / соавт. Г. С. Окунь; ВИМ. — М., 2003. — 167 с.
- Механизация опытных работ в селекции, сортоиспытании и первичном семеноводстве зерновых и зернобобовых культур / соавт. Ю. Ф. Некипелов; ГНУ ВИМ. — М., 2004. — 199 с.
- ВИМ: история механизации (1930—2005) / соавт. Г. Н. Губанов; ГНУ ВИМ. — М., 2005. — 503 с.

Заслуженный деятель науки и техники РФ (1994). Лауреат премии Совета Министров СССР (1980), Государственной премии СССР (1982). Награждён орденом Дружбы народов (1981), медалями.